# Marquesa de Villeparisis
Madame de Villeparisis és un personatge de l'obra A la recerca del temps perdut, de Marcel Proust.
És una amiga de joventut de l'àvia del narrador. S'allotja al mateix hotel en el moment de la primera estada del narrador a Balbec. Després de haver-la evitada, per tacte, l'àvia es veu forçada a presentar-li el seu net. Es troba que, al seu torn, ella és la tia d'un jove de la seva edat, Robert de Saint-Loup. No obstant això, no sembla, com es podria creure en principi, que sigui la seva tia de primer grau, ja que és també la tia d'Oriana de Guermantes, que al seu torn és tia de Saint-Loup.
En Pel cantó de Guermantes, el narrador freqüenta el seu saló on coneixerà justament Oriana.
Madame de Villeparisis té per amant Norpois. El narrador, en El temps retrobat, els veu a Venècia, on els amants s'hi estan en un gran hotel, junts, durant un mes.

## Intèrprets en adaptacions cinematogràfiques
- Monique Couturier a Le Temps retrouvé de Raoul Ruiz (1999)
- Françoise Bertin a À la recherche du temps perdu de Nina Companeez (2011)